# 崇仁医護管理専科学校
崇仁医護管理専科学校（そじんいこかんりせんかがっこう、英語: Chung Jen Junior College of Nursing, Health Science and Management、公用語表記: 崇仁醫護管理專科學校）は、台湾嘉義県大林鎮湖北里大湖1之10号に本部を置く台湾の私立大学。1971年創立、2005年大学設置。大学の略称は崇仁護校。専科学校では、日本の高等専門学校に相当する。

## 交通アクセス

### 嘉義キャンパス
最寄駅:嘉義駅
- 嘉義県公共汽車管理処「崇仁護校」下車。
  - 7308 嘉義-半天岩
  - 7311 嘉義-埔尾
  - 7317 嘉義-大湖(半天岩経由)
  - 7318 嘉義-大湖(埔尾経由)

### 大林キャンパス
最寄駅:大林駅
- 嘉義客運/台西客運 「崇仁専校」下車。
  - 7700 嘉義-斗六
  - 7701 嘉義-斗南

## キャンパス
- 嘉義キャンパス
  - 嘉義市東区盧厝里紅毛埤217号
- 大林ャンパス
  - 嘉義県大林鎮湖北里大湖1之10号

## 歴史
| 年     | 月日   | 事跡                                         |
| ------ | ------ | -------------------------------------------- |
| 1971年 | 8月    | 「崇仁高級護理助產職業学校」として開校       |
| 1982年 |        | 「嘉義市私立崇仁高級護理助產職業學校」と改称 |
| 2005年 | 8月1日 | 「崇仁医護管理専科学校 」と改称              |

## 学部
| 学部 | 護理科             | 餐飲管理科 |
| 学部 | 美容保健科         | 応用外語科 |
| 学部 | 老人服務事業管理科 |            |

## 学生
- 生徒数:3478(2016年）

## 教員
- 校長:洪玉珠

## 姉妹校
- 中村学園大学[1](2016年4月11日)

## スポーツ・サークル・伝統
- 護理科　日本海外インターンシップ[2]